# Maria Tolkatsjova
Maria Joerjevna Tolkatsjova (Russisch: Мария Юрьевна Толкачёва) (Zjoekovski, 8 augustus 1997) is een Russisch gymnaste.
Op de Olympische Zomerspelen 2016 in Rio de Janeiro behaalde ze met het Russische team goud bij de ritmische gymnastiek landenwedstrijd.

## Resultaten

### Olympische Zomerspelen
| Jaar | Plaats         | Resultaten                           |
| ---- | -------------- | ------------------------------------ |
| 2016 | Rio de Janeiro | ritmische gymnastiek landenwedstrijd |

### Wereldkampioenschappen ritmische gymnastiek
| Jaar | Plaats    | Resultaten                                                                         |
| ---- | --------- | ---------------------------------------------------------------------------------- |
| 2014 | İzmir     | landenwedstrijd 3 knotsen + 2 hoepels                                              |
| 2015 | Stuttgart | landenwedstrijd · landenwedstrijd 6 knotsen + 2 hoepels                            |
| 2017 | Pesaro    | landenwedstrijd · landenwedstrijd 3 ballen + 2 touwen · 5 landenwedstrijd hoepels  |
| 2018 | Sofia     | landenwedstrijd · landenwedstrijd 3 ballen + 2 touwen                              |
| 2019 | Bakoe     | landenwedstrijd · landenwedstrijd 3 hoepels + 4 knotsen · landenwedstrijd 5 ballen |

1996: Baldó, Cabanillas, Giménez, Guréndez, Lamarca, Martínez ·
2000: Belova, Lavrova, Netejesova, Sjimanskaja, Tsjalamova, Zilber ·
2004: Beloegina, Glatskich, Koerbakova, Lavrova, Moerzina, Posevina ·
2008: Alijtsjoek, Gavrilenko, Gorboenova, Posevina, Sjkoerichina, Zoejeva ·
2012: Bliznjoek, Donskova, Doedkina, Makarenko, Nazarenko, Svastjanova ·
2016: Birjoekova, Bliznjoek, Maksimova, Tatareva, Tolkatsjova ·
2020: Dyankova, Kiryakova, Radukanova, Traets, Zafirova ·
2024: Guo, Hao, Huang, Wang, Ding